# 謝沂逾
謝沂逾（Cheah Li-Ya Lydia，1989年9月8日—），本名謝麗雅（2011年改名），馬來西亞女子羽毛球运动员。

## 簡歷
2010年11月，謝麗雅代表馬來西亞出戰廣州亞運會，參加羽毛球比賽的女子單打及女子團體項目。
2013年7月，謝沂逾向馬來西亞羽球總會遞交退出申請單，退出國家隊。
2015年7月，謝沂逾代表馬來西亞瓜拉冷岳社区学院出戰韓國光州市舉行的世界大學生運動會羽毛球比賽，贏得混合團體銅牌。
2015年8月，謝沂逾參加印尼雅加達舉行的世界羽毛球錦標賽，出戰女子單打項目，首圈就以0比2（23-25、13-21）不敵土耳其的奥兹格·巴伊拉克出局。

## 主要比賽成績
只列出曾進入準決賽的國際賽事成績：
| 年份   | 賽事                     | 公開賽級別 | 項目     | 拍檔        | 成績   |
| ------ | ------------------------ | ---------- | -------- | ----------- | ------ |
| 2005年 | 馬來西亞羽毛球國際賽     | 不適用     | 女子單打 | －          | 亞軍   |
| 2008年 | 中華台北羽毛球黃金大獎賽 | 黃金大獎賽 | 女子單打 | －          | 亞軍   |
| 2009年 | 越南羽毛球大獎賽         | 大獎賽     | 女子單打 | －          | 準決賽 |
| 2012年 | 馬來西亞羽毛球國際挑戰賽 | 國際挑戰賽 | 女子單打 | －          | 冠軍   |
| 2014年 | 新加坡羽毛球國際系列賽   | 國際系列賽 | 女子單打 | －          | 準決賽 |
| 2014年 | 越南羽毛球國際系列賽     | 國際系列賽 | 女子單打 | －          | 準決賽 |
| 2015年 | 世界大學運動會羽毛球比賽 | 其他       | 混合團體 | －          | 銅牌   |
| 2016年 | 保加利亞羽毛球國際賽     | 未來系列賽 | 女子單打 | －          | 亞軍   |
| 2016年 | 保加利亞羽毛球國際賽     | 未來系列賽 | 女子雙打 | 格蕾絲·金   | 亞軍   |
| 2016年 | 保加利亞羽毛球國際賽     | 未來系列賽 | 混合雙打 | 馬克斯·弗林 | 準決賽 |
| 2017年 | 冰島羽毛球國際賽         | 國際系列賽 | 女子單打 | －          | 亞軍   |
| 2017年 | 冰島羽毛球國際賽         | 國際系列賽 | 女子雙打 | 翁丽莲      | 冠軍   |
| 2017年 | 世界大學運動會羽毛球比賽 | 其他       | 混合團體 | －          | 銅牌   |

| 2007-2017年 | 首要超級賽 | 超級賽 | 黃金大獎賽 | 大獎賽 | 國際挑戰賽 | 國際系列賽 | 未來系列賽 | 其他 |

| 2018-2026年 | 總決賽 | 超級1000賽 | 超級750賽 | 超級500賽 | 超級300賽 | 超級100賽 | 國際挑戰賽 | 國際系列賽 | 未來系列賽 | 其他 |

### 奧運會和世錦賽參賽紀錄
|          | 2007 | 2008 | 2009 | 2010 | 2011 | 2012 | 2013 | 2014 | 2015 |
| -------- | ---- | ---- | ---- | ---- | ---- | ---- | ---- | ---- | ---- |
| 女子單打 | 64強 | －   | 64強 | 32強 | －   | －   | －   | －   | 48強 |